# 1975 în literatură
- 1974 în literatură — 1975 în literatură — 1976 în literatură

Anul 1975 în literatură a implicat o serie de evenimente și cărți noi semnificative.

## Cărți noi

### Ficțiune
- Edward Abbey - The Monkey Wrench Gang
- Martin Amis - Dead Babies
- Natalie Babbitt -  Tuck Everlasting
- Donald Barthelme - The Dead Father
- Saul Bellow - Humboldt's Gift
- Thomas Berger - Sneaky People
- Timothy L. Bottoms - Mr. Schutzer
- Jorge Luis Borges - The Book of Sand
- Malcolm Bradbury - The History Man
- Morley Callaghan - A Fine and Private Place
- Agatha Christie - Curtain
- James Clavell - Shōgun
- Susan Cooper - The Grey King
- Michael Crichton - The Great Train Robbery
- A. J. Cronin - The Minstrel Boy
- Roald Dahl - Danny, the Champion of the World
- Robertson Davies - World of Wonders
- L. Sprague de Camp și Fletcher Pratt  - The Compleat Enchanter
- Samuel R. Delany  - Dhalgren
- August Derleth  - Harrigan's File
- E. L. Doctorow - Ragtime
- William Gaddis - J R
- Gabriel García Márquez - El Otoño del Patriarca
- Romain Gary ca Emile Ajar - La vie devant soi
- Arthur Hailey - The Moneychangers
- Thomas Harris - Black Sunday
- Georgette Heyer - My Lord John
- Jack Higgins - The Eagle Has Landed
- Ruth Prawer Jhabvala - Heat and Dust
- Stephen King - 'Salem's Lot
- J. Sheridan LeFanu - The Purcell Papers
- David Lodge - Changing Places
- Robert Ludlum - The Road to Gandolfo
- John D. MacDonald - The Dreadful Lemon Sky
- Bharati Mukherjee - Wife
- Gary Myers - The House of the Worm
- V.S. Naipaul - Guerillas
- Tim O'Brien - Northern Lights
- Gerald W. Page, editor - Nameless Places
- Robert B. Parker - Mortal Stakes
- Elizabeth Peters  - Crocodile on the Sandbank (primul din seria Amelia Peabody)
- Anthony Powell - Hearing Secret Harmonies
- James Purdy - In A Shallow Grave
- Judith Rossner - Looking for Mister Goodbar
- Nawal El Saadawi - Woman at Point Zero
- Paul Scott - A Division of the Spoils
- Anya Seton - Smouldering Fires
- Tom Sharpe - Blott on the Landscape
- Bob Shea și Robert Anton Wilson - The Illuminatus! Trilogy
- M. P. Shiel - Xélucha and Others
- Rex Stout - A Family Affair
- Glendon Swarthout - The Shootist
- Joseph Wambaugh - The Choirboys
- Jack Vance - Showboat World
- Roger Zelazny - Sign of the Unicorn

### Non-ficțiune
- Philip Agee - Inside the Company: CIA Diary
- Kingsley Amis - Rudyard Kipling and His World
- Jacob Bronowski - The Ascent of Man
- L. Sprague de Camp
  - Blond Barbarians and Noble Savages
  - Lovecraft: a Biography
  - The Miscast Barbarian: a Biography of Robert E. Howard
- Paul Fussell - The Great War and Modern Memory
- Frank Belknap Long - Howard Phillips Lovecraft: Dreamer on the Nitghtside
- Philip Roth - Reading Myself and Others
- Paul Theroux - The Great Railway Bazaar

### Poezie
- Lin Carter - Dreams from R'lyeh
- Leslie Norris - Mountains, Polecats, Pheasants and other Elegies

## Premii
- Premiul Nobel pentru Literatură: